# Farbenblind (Trevor Noah)

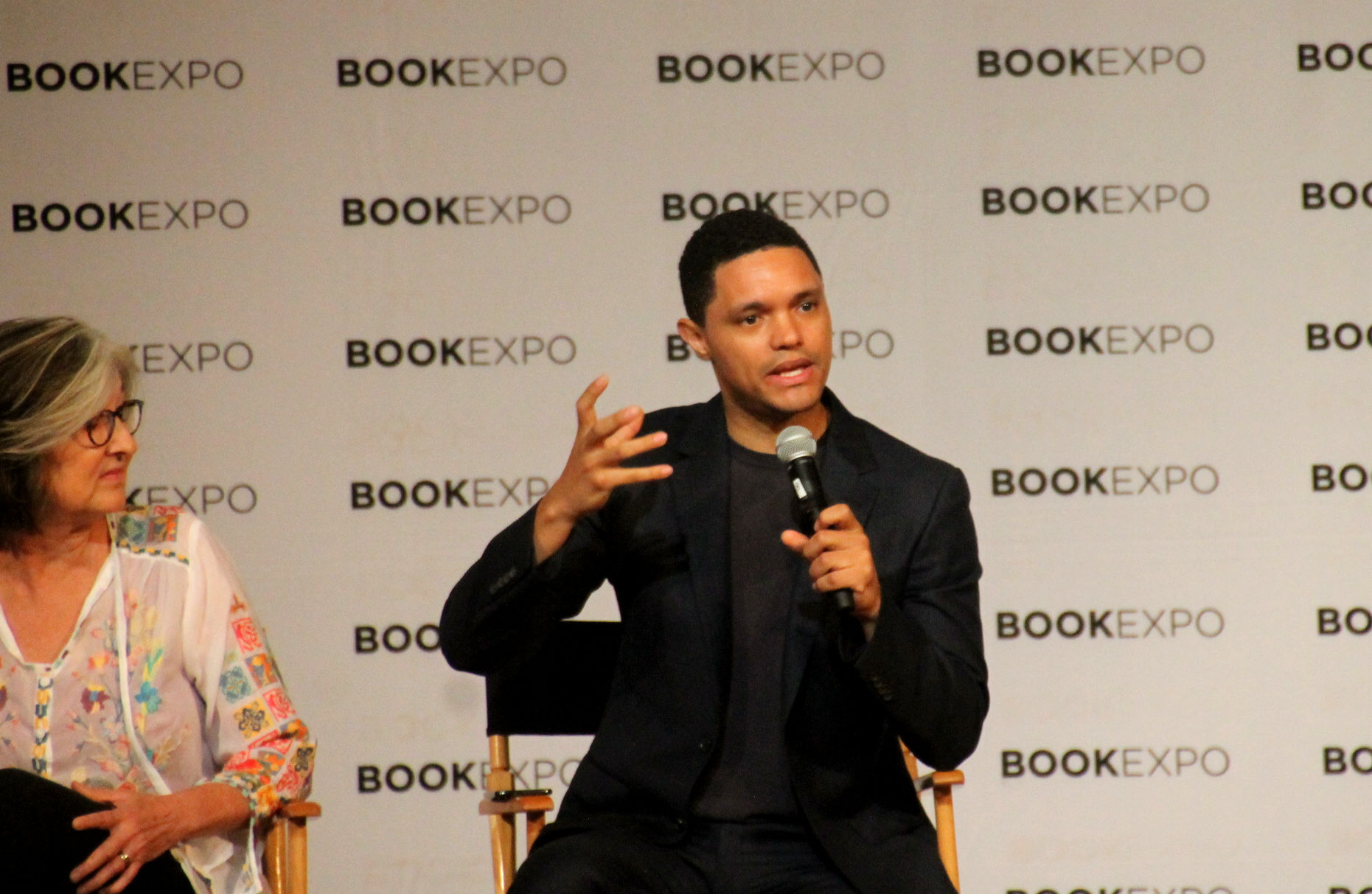
Trevor Noah auf der Buchmesse BookExpo America (2018)

Farbenblind (Originaltitel: Born a Crime: Stories from a South African Childhood, dt.: „Als Verbrechen geboren: Geschichten einer südafrikanischen Kindheit“) ist eine autobiografische Erzählung des südafrikanischen Comedians und TV-Moderators Trevor Noah aus dem Jahr 2016. In kleineren Anekdoten schildert er seine Umstände als jugendlicher „Coloured“ im auslaufenden Apartheid-Regime.
Das Buch wurde international positiv aufgenommen, im Jahr 2017 von Heike Schlatterer ins Deutsche übersetzt und soll bald eine Filmadaption erhalten.

## Inhalt
Farbenblind beginnt mit einem Auszug aus dem Immorality Act aus dem Jahr 1927, der bis 1985 galt:

“Any European male who has illicit carnal intercourse with a native female, and any native male who has illicit carnal intercourse with with a European female... shall be guilty of an offence and liable on conviction of inprisonment for a period not exceeding five years.”

„Jeder europäische Mann, der außerehelichen Geschlechtsverkehr mit einer eingeborenen Frau hat, und jeder eingeborene Mann, der außerehelichen Geschlechtsverkehr mit einer europäischen Frau hat... macht sich strafbar und wird mit einer Freiheitsstrafe nicht über fünf Jahren bestraft.“

Trevor Noah, der aus einer Affäre zwischen der Xhosa Patricia Nombuyiselo und dem Schweizer Robert Noah entstammt, dürfte nach den Gesetzen der Zeit gar nicht geboren werden, ergo seine zynische Eigenbezeichnung als „geborenes Verbrechen“.
Im Folgenden bestehen die Memoiren aus 18 vignettenhaften, oft humoristischen Erzählungen aus Noahs Kindheit und Jugend, die er nach seiner Geburt in Johannesburg größtenteils im Township namens Soweto mit seiner mütterlichen Familie verbrachte. Er schreibt einerseits über seine frühe und innige Beziehung zur Religion oder seine Erinnerungen an das Ende der Apartheid dank Nelson Mandela, aber auch über erste romantische Erfahrungen und seine jugendliche Selbstfindung durch die Comedy. Im Mittelpunkt all dessen steht immer noch seine Mutter Patricia, die dem Missbrauch von Trevors Stiefvater Abel Shingange nur knapp entkommen konnte. Ihr ist Farbenblind gewidmet.

## Rezeption
Die Autobiografie wurde bei seinem Erscheinen ein Bestseller und in der US-Presse, inklusive der New York Times und Washington Post, positiv rezipiert. First Lady und Englischlehrerin Jill Biden empfahl das Buch und machte es in ihrem Kurrikulum verpflichtend.
Auch in Deutschland stieß das Buch auf mediale Rezeption. Olivia Samnick lobt im Spiegel die Nuancen, mit denen Noah die Apartheid und häuslichen Missbrauch erklären kann, ohne dabei seinen einzigartigen Stil als Stand-Up Comedian zu verlieren. Antje Deistler vom Deutschlandfunk kommt zu einem ähnlichen Schluss, kritisiert aber die deutsche Übersetzung Schlatterers, die im Ton zu brav und harmlos ausgefallen sei.
Als Antwort auf den internationalen Erfolg des Buchs wurden 2018 die Pläne einer Verfilmung bekannt. In dem von Paramount Pictures produzierten Film soll Lupita Nyong’o die Rolle von Noahs Mutter spielen.

## Ausgaben
- Born a Crime: Stories from a South African Childhood. John Murray Press, 2016, ISBN 978-0-399-58817-4.
  - dt.: Farbenblind. Blessing, München 2017, ISBN 978-3-89667-590-3.